# Richard Rogers
Richard George Rogers, Baron Rogers of Riverside (Firenca, 23. srpnja 1933. – London, 18. prosinca 2021.) bio je jedan od najznačajnijih britanskih modernih arhitekata i pionir high-tech arhitekture.

## Životopis
Rogers je sin liječnika, a njegova majka se bavila modernim dizajnom. Godine 1938. obitelj se preselila iz Italije u Englesku, gdje je Richard upisao školu. Bio je loš učenik, jer je imao disleksiju koja se tada još nije dijagnosticirala. No, završio je srednju školu 1951. godine i u skladu sa željama roditelja upiasao je studij za stomatologa. Kada je posjetio Britanski sajam, ostao je fasciniran modernim privremenim zgradama. Tijekom dvije godine vojne službe u Trstu upoznao se s djelom Ernesta Nathana Rogers (BBPR), jednog od poznatijih talijanskih arhitekata i bratića njegova oca. Tada se odlučio za studij na Školi arhitektonskog udruženja (Architectural Association School) u Londonu (1954. – 1959.).
God. 1961. dobio je Fulbright stipendiju koja mu je omogućila da nastavi studij arhitekture na Sveučilištu Yale, gdje je i magistrirao. Na Yaleu je studirao s Normanom Fosterom i upoznao je studenticu urbanizma, Su Brumwell, koja će mu kasnije postati suprugom. Tu je razvio i zanimanje za rad Franka Lloyda Wrighta.
Nakon diplome radio je za tvrtku Skidmore, Owings & Merrill u New Yorku, a zatim se 1963. vratio natrag u Englesku gdje je sa suprugom, Normanom Fosterom i Wendy Cheeseman (kasnijom suprugom N. Fostera) osnovao ured Team 4. Ured se raspao 1967., ali su Richard i Su Rogers nastavili surađivati, zajedno s Johnom Youngom i Laurie Abbott. Od 1969. surađivao je s Renzom Pianom na nekoliko projekata koji nikad nisu realizirani, a kad su pobijedili na natječaju za Centar Georges Pompidou u Parizu (1971. – 1977.) oni su se razdvojili. Ured Richard Rogers Partnership je osnovao 1977. godine i danas ima urede u Londonu, Barceloni, Madridu i Tokyju. U travnju 2007. god. Richard je proširio partnerstvo i promijenio ime u Rogers Stirk Harbour & Partners.
Od 1998. do 2005. bio je i predsjednik Rogers Urban Task Force, radne skupine britanske vlade o pitanjima urbane obnove.
Rogers je danas oženjen za Ruth Rogers, kuharicu i suvlasnicu restorana River Caféa u Londonu, s kojom je imao dva sina (od kojih je jedan preminuo). Također s bivšom partnericom i suprugom Su ima tri sina, te je tako djed desetero unučadi.
God. 1981., Richard Rogers je proglašen vitezom na ceremoniji kraljičinog rođendana, a 2008. je počašćen titulom životnog plemstva, postavši Baron Rogers of Riverside.
Dobitnik je brojnih nagrada od kojih se ističu Zlatna medalja RIBA-e (1985.), Pritzkerova nagrada (koju mnogi smatraju „Nobelovom nagradom za arhitekturu”) 2007., te dva puta britanska Stirling nagrada za arhitekturu (2006. i 2009.).

### Kontroverze i sporovi
Milenijumska kupola u Londonu, koju je Richard Rogers izveo u suradnji s inženjerskom tvrtkom Buro Happold 1999. godine, bila je predmetom žestoke političke i javne rasprave zbog troškova izgradnje iako nije premašila proračun od 43 milijuna £.
U veljači 2006. god. Richard Rogers je sudjelovao u organizaciji „Arhitekti i urbanisti za pravdu u Palestini” (Architects and Planners for Justice in Palestine, APJP), no nakon neslužbene prijetnje da će se židovski investitori povući iz projekata njegove tvrtke u New Yorku, on se povukao iz te organizacije.
U arhitektonskom sporu s princom Charlesom Richard Rogers je optužio prijestolje za zlostavljanje svoje ustavne uloge i uplitanje u političke procese. Naime, u ljeto 2009. god. arapski vlasnik bivše "Chelsea vojarne" u Londonu je odustao od dogovorenog preoblikovanja kojega je trebao izvesti Rogers, jer je princ Charles predložio katarskoj kraljevskoj obitelji više klasičan dizajn Arhitektonske zaklade samog princa.

## Djela
Richard Rogers je postao međunarodno poznat po zgradama kao što su Centar Georges Pompidou u Parizu (u suradnji s Renzom Pianom, 1971.), Zgradi Lloyd's osiguranja u Londonu, Zgradi europskog suda za ljudska prava u Strasbourgu i Milenijskoj kupoli (Millenium Dome) u Londonu. Tekući projekti uključuju izgradnju 378 metara vosokog nebodera World Trade Center 3 na Ground Zero-u u New Yorku, čije se dovršenje očekuje 2014. god., te 338 metara visok neboder u Seulu, poznat kao Toranj Parc 1 A. 
Njegov arhitektonski jezik odlikuje demonstrativno korištenje high-tech elemenata koje Rogers često uzima iz pomorske, automobilske i računalne tehnologije, s kojima također postiže i visoke ekološke standarde. 

### Kronološki popis značajnijih djela
- Kuća Rogers, Wimbledon, London, UK (1967.)
- Centar Georges Pompidou, Pariz, Francuska (1971. – 1977.)
- Zgrada Lloyd's, London, UK (1978. – 1984.)
- Europski sud za ljudska prava u Strasbourgu, Francuska (1989. – 1995.)
- Palača pravde, Bordeaux, Francuska (1992. – 1998.)
- Milenijumska kupola, London (1999.)
- 88 Wood Street, London, UK (1993. – 2001.)
- Sudnica u Antwerpenu, Nizozemska (1998. – 2005.)
- Zračna luka Madrid-Barajas, terminal 4, Madrid, Španjolska (2005.)
- Senedd, Zgrada velškog sabora u Cardiffu, UK (2006.)
- Potsdamer Platz, Berlin (2000. – 2004.)
- Zračna luka London Heathrow, terminal 5, London, UK (2010.)

- Unutrašnjost Centra Georges Pompidou u Parizu (1971. – 1977.)
- Lloyd's zgrada iznutra (1978.)
- Milenijumska kupola, London (1999.)
- Zgrada velškog parlamenta, Senedd, Cardiff (1999. – 2005.)
- Zračna luka Madrid-Barajas, odlasci (1997. – 2006.)
- Zračna luka London Heathrow, terminal 5, London, (2010.)

## Vanjske poveznice
- Rogers Stirk Harbour + Partners  Arhivirana inačica izvorne stranice od 1. travnja 2021. (Wayback Machine), službene stranice
- Pritzkerova nagrada 2007  Arhivirana inačica izvorne stranice od 27. studenoga 2010. (Wayback Machine)
- The 1995 BBC Reith Lectures: Sustainable City by Richard Rogers (engl.)